# Borda de Barrauet
La Borda de Barrauet és una borda del terme municipal de la Torre de Cabdella, a l'antic terme de la Pobleta de Bellveí, al Pallars Jussà. Està situada a l'extrem sud del terme, al nord-est de Senterada, al límit del terme, i de la comarca, a tocar del termenal amb Baix Pallars (antic terme de Montcortès de Pallars), del Pallars Sobirà.